# Leymah Gbowee
Leymah Roberta Gbowee, liberijska mirovna aktivistka, * 1. februar 1972, osrednja Liberija.
Odgovorna je za vodenje ženskega mirovnega gibanja liberijskih žensk, ki je pripomoglo h končanju druge liberijske državljanske vojne leta 2003. Njeni napori za zaključek vojne, s pomočjo sodelavke Ellen Johnson Sirleaf, so pripomogli k prehodu v obdobje miru in omogočili organizacijo svobodnih volitev leta 2005, na katerih je slavila Sirleafova. S tem je Liberija postala prva afriška država z žensko predsednico.  Skupaj z Ellen Johnson Sirleaf in Tawakkul Karman je leta 2011 prejela Nobelovo nagrado za mir "za njihovo nenasilno prizadevanje za varnost žensk in za pravico žensk sodelovati pri izgradnji miru."

Članek o Gboweejevi v reviji znane ameriške televizijske osebnosti Oprah Winfrey O: The Oprah Magazine je njeno zgodbo postavil v okvir dogajanja z naslednjimi besedami: 
"Liberijska državljanska zgodba, ki je le z nekaj manjšimi prekinitvami trajala med letoma 1989 in 2003, je bila rezultat ekonomske neenakosti, boja za nadzor nad naravnimi viri, globoko zakoreninjenih bojev med različnimi narodnostnimi skupinami, med katerimi so bili tudi potomci ameriških sužnjev, ki so leta 1847 ustanovili državo. Vojna je vključevala tudi cinično uporabo otrok - vojakov, oboroženih z lahkimi brzostrelkami kalašnikov, ki so ustrahovali civilno prebivalstvo države. V osrčju vsega tega je bil brezobzirni gospodar vojne Charles Taylor, ki je začel s prvimi konflikti in je nato vladal kot liberijski predsednik, dokler leta 2003 ni bil izgnan iz države."